# ابن یمین
اِبن یَمین (زاده ۶۶۴ – درگذشته ۷۴۶ ه‍.ش) با نام کامل فخرالدین محمود بن یمین‌الدین طغرایی مستوفی بیهقی فَریُومَدی، شاعر و قطعه‌سرای ایرانی بود که بخش اعظم زندگانی وی در روستای فرومد (واقع در استان سمنان از حوالی شاهرود که سابقاً از توابع خراسان بود) سپری شد. وی را به جهت شغل استیفاء — مأمور محاسبه مالیات و اخذ آن — و طغرانویسی — نوشتن و مهر نمودن نامه‌های سلطان در دربار —، مستوفی و طغرایی می‌خواندند.
تاریخ زادروز ابن یمین به‌گونه مشخص، معلوم نیست. تاریخ زادروز او توسط منابعی، بین ۶۸۲ تا ۶۶۹ ه‍.ق برآورد شده است. وی دوران کودکی خویش را هم عصر با حکومت سلطان محمد خدابنده و در زادگاهش، فریومد گذراند. او همچون پدرش به دستگاه خواجه علاءالدین محمد وارد شد و هنگامی که سلطان ابوسعید بهادرخان به سال ۷۳۶ ه‍.ق درگذشت، همراه خواجه علاءالدین به دربار طغاتیمور پیوست و به همین جهت چند سالی را در استرآباد گذراند. ابن یمین پس از بالاگرفتن قیام سربداران، از دربار طغای خارج شد و با او در جنگی که میان سربداران و ملک معزالدین حسین کرت — از فرمانروایان هرات — به سال ۷۴۳ ه‍.ق درگرفت شرکت کرد. امیرمسعود در این نبرد شکست خورد و گریخت. در پی این شکست ابن یمین نیز اسیر شد. همین درگیری سبب شد تا دیوان اشعار ابن یمین ناپدید شود. پس از اسارت، او را در درگاه ملک حسین حاضر کردند و ملک حسین از او دلجویی و سپس او را آزاد کرد. ابن یمین نیز قطعه‌ای را در تاسف از از دست رفتن دیوانش و قدردانی از سلطان سرود. ابن یمین دوران آغازین و پایانی زندگی خویش را در فرومد گذراند و در دوران زندگی در آنجا به کشاورزی مشغول بود و از این طریق امرار معاش و به فقرا بسیار رسیدگی می‌کرد.
با وجود اختلاف‌ها در تاریخ مرگ ابن یمین، روز شنبه، هشتم ماه جمادی الآخر سال ۷۶۹ ه‍.ق را تاریخ مرگش عنوان کرده‌اند. منابع دیگر میان دو سال ۷۴۳ و ۷۴۵ ه‍.ش در اختلاف هستند. از احوالات شخصی و خانوادگی ابن یمین، اطلاعات دقیقی در دست نیست. در جایی از اشعارش سه تا چهار فرزند را برای خود مدعی است ولی تنها ۲ نام از فرزندانش را نام می‌برد. او را فردی ادیب و شاعر توصیف کرده‌اند که از دوران نوجوانی توسط پدرش به مشاعره و مناظره واداشته می‌شد.
دیوانی که از ابن یمین بر جای مانده است، شامل قصیده، غزل، مقطع، رباعی و چند ترجیع‌بند، ترکیب‌بند، مسمط، مخمس، مستزاد و چند مثنوی است. در دیوان او برخی ماده تاریخ و چیستان نیز وجود دارد. دیوان اصلی او در سال ۷۶۳ ه‍.ق در جنگ میان سربداران و معزالدین حسین کرت به غارت رفت و دیگر یافت نشد. به گفته خودش، ۱۰ سال بعد از این واقعه، آنچه از دیوانش در یاد و خاطره و همچنین در «جرائد افاضل نامدار» و «سفائن اماثل» باقی مانده بود، مجدد گردآوری کرد و سروده‌های سال‌های پس از آن را نیز به آن افزود تا دیوانی دیگر رقم بخورد. امروزه از این دیوان، نسخه‌های مختلفی در دست می‌باشد. اهمیت و شهرت ابن یمین طغرایی، بیشتر به سبب قطعات معروف اوست که بر مضامین اخلاقی و اجتماعی سروده شده است. مضامین غزلیات او نیز غالباً عاشقانه است. اشعار او روان و منسجم و خالی از تکلف و علم‌فروشی و دنباله سبک خراسانی توصیف شده است.

## زندگی

### نام و تبار
امیر فخرالدین محمود بن یمین‌الدین طغرایی فریومدی، مشهور به ابن یمین، شاعر پارسی‌گوی قرن هشتم ه‍.ق است. در ریحانة الادب و الذریعه عنوان خراسانی نیز به نام او افزوده شده است. ذبیح‌الله صفا نام کامل او را «امیر فخرالدین محمود بن امیر یمین‌الدین طغرایی مستوفی بیهقی فریومدی» گزارش می‌کند. وی را به جهت شغل استیفاء در دربار (مأمور محاسبه مالیات و اخذ آن)، مستوفی می‌خواندند.
پدرش امیر یمین‌الدین بود که فردی ادیب و شاعر بوده است. یمین‌الدین مردی فاضل بود که در دستگاه حکومتی خواجه علاءالدین محمد فریومدی — صاحب دیوان و وزیر خراسان — به استیفاء و طغرانویسی اشتغال داشت. ظاهراً همین شغل پدرش بوده است که ابن یمین و پدرش را به لقب طغرایی شهره کرده است. به گزارش شفاءالدین صفا، پدرش ترک‌تبار بود که در زمان سلطان محمد خدابنده، در روستای فَریومَد (فرومد) زمینی خرید و در آن‌جا ساکن شد. پدرش در شکوفاشدن استعداد شاعری ابن یمین تأثیر بسزایی داشت و از روزگار نوجوانی فرزندش، او را به مشاعره و مناظره وامی‌داشت. پدرش در سال ۷۲۲ ه‍.ق درگذشت و در فریومد دفن شد. مادر ابن یمین تا سال ۷۴۱ ه‍.ق زنده بود و در فریومد می‌زیست. فَریُومَد که گاهی فَرومَد و فِریوَند نیز خوانده شده است، یکی از روستاهای منطقه سبزوار محسوب می‌شود. دولتشاه از پدرش اشعاری را گزارش می‌کند و آنها را مشهور می‌داند.

### سرگذشت
تاریخ ولادت ابن یمین به‌طور مشخص، معلوم نیست اما از آنجا که در برخی از اشعارش به سال‌های ۷۰۳ و ۷۰۴ ه‍.ق اشاره داشته است و با توجه به اینکه اگر در آن تاریخ، بیست ساله بوده است، طبعاً تاریخ ولادت او ۶۸۵ ه‍.ق بود. او را متولد یکی از سال‌های ۶۶۳، ۶۶۵ و ۶۶۹ ه‍.ق نیز دانسته‌اند. وی دوران کودکی خویش را در زادگاهش، فریومد گذراند. وی تحصیلات مقدماتی خویش را در همان‌جا گذراند و احتمالاً در همان دوران به علوم معقول و منقول مهارت یافت. زادگاه او در دوران حیاتش، از جهت فرهنگی در سطح بالایی قرار داشت و او در این مکان به تحصیل طب و ادبیات پرداخت. مکاتبات شاعری ابن یمین با پدرش در دوران نوجوانی شهرت داشته است.
از آنجا که شغل طغرایی و دیوانی در خاندان ابن یمین موروثی بوده است، ابن یمین نیز در جوانی به این شغل اشتغال داشت. او همچون پدرش به دستگاه خواجه علاءالدین وارد شد و هنگامی که سلطان ابوسعید بهادرخان به سال ۷۳۶ ه‍.ق درگذشت، همراه خواجه علاءالدین به دربار طغاتیمور پیوست و به همین جهت چند سالی را در استرآباد گذراند. ابن یمین منصب محاسبه و دریافت مالیات و همچنین و نگارش نامه‌های سلطان را در خدمت خواجه علاءالدین محمد فریومدی، وزیر خراسان، به سال ۷۴۲ ه‍. ق، بر عهده داشت و از منشآت او بعضی در کهن‌ترین ویرایش دیوانش که ظاهراً پیش از سال ۹۳۱ ه‍.ق نوشته شده، موجود است و دو نامه از آن‌ها نیز انتشار یافته است. ابن یمین بینندهٔ کشمکشاهای پی‌درپی امیران خراسان در عهد فترت میان ایلخانان و یورش تیمور بود و گاه در این کشمکش‌ها و جنگ‌ها نیز حضور داشت. او بعدها پس از بالاگرفتن قیام سربداران، در سال ۷۴۳ ه‍.ق از دربار طغای خارج شد و با امیرمسعود سربداری در مقابل سپاهیان ملک معزالدین حسین کرت — از فرمانروایان هرات — به جنگ پرداخت. این نبرد در ناحیه زاوه از نواحی تربت حیدریه کنونی رخ داد و امیرمسعود در این نبرد شکست خورد و گریخت. با شکست سپاهیان امیرمسعود، ابن یمین نیز اسیر شد. در این درگیری، دیوان اشعار ابن یمین ناپدید شد. پس از اسارت، وی را به درگاه ملک حسین آوردند و سلطان از او دلجویی کرد و سپس او را آزاد کرد. ابن یمین نیز قطعه‌ای را در تاسف از از دست رفتن دیوانش و قدردانی از سلطان سرود. او در این خصوص چنین سروده است:
| بچنگال غارتگران اوفتاد |  | وز آن پس کسی زو نشانی نداد |

ابن یمین پس از این واقعه، چندسالی را در درگاه سلطان هرات گذراند و قصایدی در مدح سلطان و برخی از درباریان او سرود. ابن یمین پس از مدتی به زادگاه خود فریومد عزیمت کرد و در زمین ارث پدری خود، سکنی گزید. او پس از خروج از درگاه سلطانی و با وجود دوری گزیدن از دستگاه حکومتی، همچنان به امیران شیعی سربداران ارادت می‌ورزید و در مدح آنان همچون وجیه‌الدین مسعود و نجم‌الدین علی موید؛ اشعاری را سروده است.
وی در جوانی سفری به جرجان داشته است و از آنجا با پدرش، مکاتباتی به نظم داشته است. از آنچه در دیوان او آمده است، او مدتی را در تبریز، سلطانیه و عراق اقامت داشته است. تاریخ دقیق این سفرها و مدت اقامت‌های ابن یمین در این سرزمین‌ها مشخص نیست؛ اما به گفته خودش، روزگار خوشی در این دوره زمانی نداشته است و قدر او در این مناطق دانسته نمی‌شد. او در دوران اقامت در تبریز، در دستگاه غیاث‌الدین محمد پسر خواجه رشیدالدین فضل‌الله — وزیر سلطان ابوسعید — حضور داشت. وی در اشعاری آن وزیر را ستایش کرد، ولی کارش در آن شهر دوام نیافت؛ چنان‌که ناگزیر شد در قطعه‌ای که خطاب به غیاث‌الدین محمد سرود، از او اجازه بازگشت به شهر خویش را بخواهد.
ابن یمین در عراق در خدمت خواجه سعدالدین مسعود از امیران اینجو بود. منظور از عراق، نواحی غربی ایران است که «ماعدا خراسان» نام داشت. وی پس از ناامیدی از مردمان آن دیار، به خراسان بازگشت. در سال ۷۵۴ ه‍.ق به هنگامی که خواجه یحیی کرابی — از امیران سربداران — به قصد ملاقات طغاتیمور به استرآباد می‌رفت، ابن یمین او را همراهی کرد. احتمالاً این آخرین سفر ابن یمین بوده است که از فریومد خارج شده است. وی در این سفر نهایی خود اشعاری را در مدح طغاتیمور و دوستی و اتحاد میان امیر سربداران و وی سرود. در همین سفر و در مجلس جشنی، خواجه یحیی به اشاره و دستور طغاتیمور کشته شد. پس از این واقعه، ابن یمین به فریومد بازگشت و تا پایان عمر در آنجا باقی ماند و انزوا گزید. او در این دوران جز به ندرت، قصیده‌ای نمی‌سرود. با این همه او پس از آغاز حکومت خواجه نجم‌الدین علی موید، اشعاری را در مدح او سرود. پس از بازگشت به خراسان، ابن یمین در همان حال با گروهی از امیران و وزیران عهد خود، در بخش خاوری ایران ارتباط داشت و آن‌ها را می‌ستود. از ممدوحان ابن‌یمین، گذشته از خواجه علاءالدین محمد فریومدی، باید طغاتیمورخان، ملک معزالدین ابوالحسین محمد بن غیاث‌الدین کرت، خواجه وجیه‌الدین مسعود سربداری، خواجه علی سربداری، پهلوان حسن دامغانی سربداری و جانشین او خواجه نجم‌الدین علی مؤید سربداری را نام برد. به گزارش دایرةالمعارف بزرگ اسلامی، احتمالاً وی در دوران جوانی، اشعاری را نیز در مدح بزرگان خراسان سروده که پس از مفقود شدن دیوانش، از بین رفته است.
در دانشنامه اسلام آمده است که وی از سربداران مقرری دریافت می‌کرد. مدرس تبریزی در ریحانة الادب گزارش می‌کند که وی در دوران زندگی در فریومد به کشاورزی مشغول بود و از این طریق امرار معاش می‌کرد و به فقرا بسیار رسیدگی می‌کرد. زندگانی ابن‌یمین در سبزوار و فرومد، به قناعت گذشت و اصولاً وی مردی قانع، گوشه‌گیر، دهقان‌پیشه و معتقد به بنیادهای اخلاقی بود.

## مرگ و آرامگاه

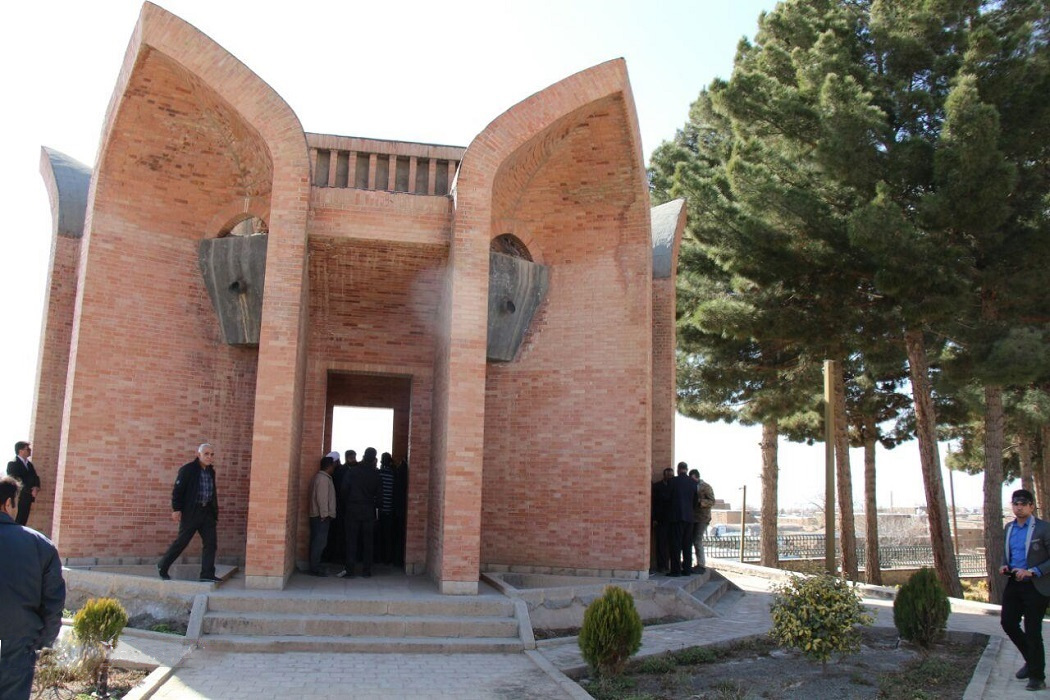
عکسی از آرامگاه ابن یمین فریومدی واقع در روستای فرومد که به ثبت ملی نیز رسیده است.

ابن یمین در سال ۷۶۹ ه‍. ق مصادف با سومین سال حکومت نجم‌الدین علی موید، درگذشت. دولتشاه سمرقندی به تبعیت از اوحدی و شوشتری، تاریخ ۷۴۵ ه‍.ق را در خصوص سال درگذشت ابن یمین، نادرست می‌داند. با این وجود، صفا در تاریخ ادبیات ایران، به نقل از دولتشاه، سال درگذشت ابن یمین را ۷۴۵ ه‍.ق می‌داند و از کتاب ریاض العارفین، تاریخ ۷۴۳ ه‍.ق به عنوان سال درگذشت ابن یمین گزارش می‌کند. آقابزرگ طهرانی نیز در الذریعه، به نقل از فصیحی خوافی، تاریخ مرگش را سال ۷۶۹ ه‍.ق مصادف با روز شنبه، هشتم ماه جمادی الآخر گزارش می‌کند. صفا نیز با اشاره به همین نقل، آن را تاریخ صحیح‌تر در خصوص سال مرگ ابن یمین می‌داند. او به نقل از فصحی می‌نویسد:
| بود تاریخ هجرت هفتصد با شصت و نه    |  | روز شنبه هشتم ماه جمادی الآخرین  |
| گفت رضوان حور را برخیز و استقبال کن |  | خیمه بر صحرای جنت می‌زند ابن یمین |

آورده‌اند که او در هنگام مرگ چنین سروده است:
| منگر که دل ابن یمین پرخون شد |  | بنگر که از این سرای فانی چون شد |
| مصحف بکف و چشم بره روی بدوست |  | با پیک اجل خنده‌زنان بیرون شد    |

در مجالس المومنین آمده است که ابن یمین در روستای فریومد درگذشت و در کنار مزار پدرش یمین‌الدین طغرایی دفن شده است. دولتشاه در این خصوص می‌نویسد: «مرقد منور او بفریومد در صومعه والد اوست در پهلوی والد روح‌الله روحهما و ارسل الینا فتوحهما». قبر دیگری در اصفهان در محله بیدآباد به نام ابن یمین شاعر مشهور است که احتمالاً غیر از این ابن یمین فریومدی باشد.
آرامگاه ابن یمین در ابتدا، ساختمانی از خاک و خشت بود که رو به ویرانی گذاشته بود. با پیگیری‌های عبدالرفیع حقیقت، یک ساختمان شش گوشه به جای ساختمان قدیمی طراحی و ساخته شد. سنگ قبر شش گوشه ابن یمین در وسط بنا قرار دارد و شش گوشه بنا، تداعی کننده یک گل باز شده است. فضای سبز اطراف آرامگاه نیز با نرده محصور شده است. این بنا که در سال ۱۳۵۳ ه‍.ش ساخته شده است، به عقیده برخی، نمادی از کلاه سربداران می‌باشد. بر روی سنگ قبر ابن یمین نوشته شده است: «آرامگاه امیر فخرالدین محمد ابن یمین‌الدین متخلص به ابن یمین، شاعری بوده است دانشمند، دوران زندگی را با کمال مناعت و وارستگی به پایان رسانده است». اداره کل میراث فرهنگی، از سال ۱۳۸۳تا ۱۳۹۷ ه‍.ش در پی دریافت سند مالکیت مجموعه آرامگاه ابن یمین بوده است که پس از ۱۴ سال، سند این مجموعه به نام اداره کل میراث فرهنگی استان سمنان، صادر گردید. این سازمان مرمت سازی این بنا را در چند نوبت تا مردادماه ۱۳۹۹ ه‍.ش تکمیل نموده است.

## نسل و فرزندان
از احوالات شخصی و خانوادگی ابن یمین، اطلاعات دقیقی در دست نیست. وی در بخشی از دیوان خود، از اشعار خود با عنوان «فرزندان روحانی» خویش یاد می‌کند و در کمی بعد از «سه‌چار» فرزند جسمانی برای خود نیز یاد می‌کند. او در «کارنامه» خویش تنها از دو فرزند خویش نام می‌برد و نام‌های آنها را حسن و محمد گزارش می‌کند. وی در گزارشی، محمد را از جهت فضل و سرایش شعر و سخنوری می‌ستاید.

## دیوان ابن یمین

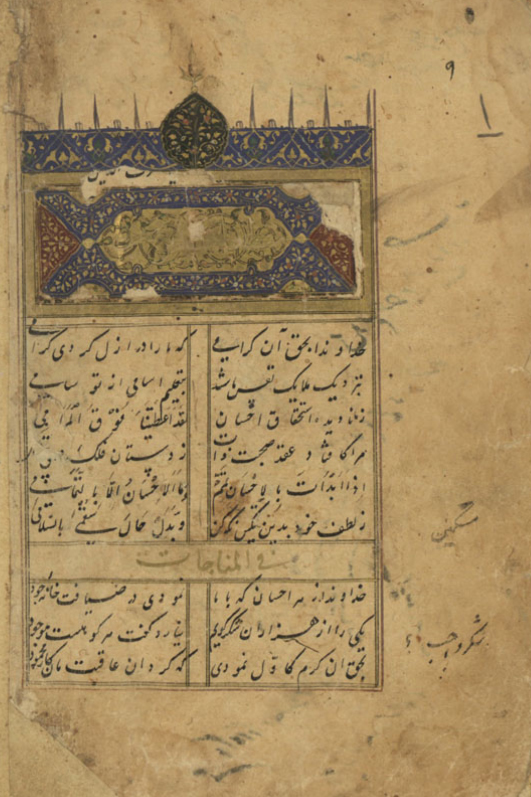
برگی از دیوان خطی ابن یمین نگاه‌داری شده در کتابخانه مجلس

دیوانی که از ابن یمین بر جای مانده است، شامل قصیده، غزل، مقطع، رباعی و چند ترجیع بند، ترکیب بند، مسمط، مخمس، مستزاد و چند مثنوی است. در دیوان او برخی ماده تاریخ و چیستان نیز وجود دارد. دیوان اصلی او در سال ۷۶۳ ه‍.ق در جنگ میان سربداران و معزالدین حسین کرت به غارت رفت و دیگر یافت نشد. به گفته خودش، ۱۰ سال بعد از این واقعه، آنچه از دیوانش در یاد و خاطره و همچنین در «جرائد افاضل نامدار» و «سفائن اماثل» باقی مانده بود، مجدد گردآوری کرد و سروده‌های سال‌های پس از آن را نیز به آن افزود تا دیوانی دیگر رقم بخورد. ابن یمین در دو نوبت، به جمع‌آوری اشعارش اقدام کرد. نوبت اول در سال ۷۴۶ ه‍.ق و نوبت دوم در سال ۷۵۹ ه‍.ق بود. امروزه از این دیوان، نسخه‌های مختلفی در دست می‌باشد. به گزارش مجمع الفصحاء نزدیک به دوهزار بیت از ابیات باقی مانده از ابن یمین، مربوط به همان دیوان بوده است. صفا گزارش می‌کند که تلاش‌ها برای یافتن دیوان مفقود شده ابن یمین بی‌نتیجه ماند. آقابزرگ طهرانی نام دیوان او را در جایی دیوان ابن یمین و در جای دیگر دیوان یمین فریومدی گزارش می‌کند. از این دیوان نسخه‌های قدیمی مربوط به قرن نهم موجود است.
دو مثنوی او با نام‌های «چهارپند انوشیروان» و «انوشیروان و موبدان» شامل سخنان حکمت‌آمیز منسوب به انوشیروان است که در آداب زندگی و تدبیر معاش، راستی و نیکوکاری سروده شده است. این دو مثنوی به وزن و اسلوب شاهنامه فردوسی و به شیوه اندرزنامه‌های منظوم شکل گرفته است. در دایرة المعارف بزرگ اسلامی آمده است که: «مثنوی «مجلس افروز» منظومه‌ای است عرفانی در بیان صفات و کیفیات عشق و رسیدن به مقام وصال و شرح احوال آن، و مثنوی عرفانی دیگری به بحر هزج مسدس مقصور در بیان شرایط طلب و فنای طالب در مطلوب. بخش کوچکی از دیوان شامل قطعات و اشعار عربی اوست در اخلاق، حکمت، نصیحت و موضوعات دیگر که غالباً به نظم فارسی ترجمه شده‌اند و چند ملمع نیز در میان آنها دیده می‌شود. یکی از رسائل ابن یمین که خطاب به خواجه علاءالدین وزیر و شکایت از بی‌التفاتی اوست، در حقیقت منظومه‌ای است موقوف القوافی که از انواع بسیار نادر شعر فارسی است و دو نمونهٔ آن از سوزنی در کتاب المعجم فی معاییر اشعار العجم نقل شده است.» همچنین قطعه شعر مشهور با مطلع «آنکس که بداند و بخواهد که بداند/خود را به بلندای سعادت برساند» سروده وی است.

### تصحیح و انتشار
دهخدا می‌نویسد که دیوانی از ابن یمین در کتابخانه مجلس وجود داشته است که خود دهخدا آن را تصحیح کرده است. وی در ادامه گزارشش می‌نویسد که در آن، اشعار ابن یمین فریومدی با اشعار شاعر دیگری به نام ابن یمین که بی‌سواد و عامی بوده است، در هم آمیخته شده است. دهخدا این موارد را در حاشیه با عنوان اصل و الحاقی متذکر شده است. مصلح‌الدین مهدوی این احتمال را می‌دهد که ابن یمین عامی مورد اشاره دهخدا، در اصفهان مدفون باشد. دیوانی از ابن‌یمین در دست است، با مقدمه‌ای که شاعر در آن نوشته، در سال ۷۵۴ هجری قمری فراهم آمده و از قصیده، غزل، ترکیب‌بند، قطعه و رباعی، مجموعاً در حدود ۱۵ هزار بیت دارد. در سال ۱۳۱۷ ه‍.ش سعید نفیسی قطعات و رباعیات ابن یمین را با مقدمه‌ای از احوالات او به چاپ رسانید. این دیوان شامل غزلیات ابن یمین نبوده و در ۲۸۳ صفحه منتشر شده است. سال‌ها بعد، حسینعلی باستانی راد دیوان ابن یمین را بر اساس چند نسخه تصحیح کرد و به سال ۱۳۴۴ ه‍.ش به چاپ رساند. این اثر در سال ۱۳۶۳ ه‍.ش به همان شکل مجدد تجدید چاپ شد.

### ترجمه
گزیده‌ای از اشعار ابن یمین که شامل بر ۱۵۹ قطعه از اوست، برای اولین بار به سال ۱۸۵۲ میلادی در وین به کوشش فن شلشتاوسرد به زبان آلمانی ترجمه شد و به چاپ رسید. در سال ۱۸۷۹ میلادی دومین دوره از نسخه به طبع درآمد. در طبع دیگری، به سال ۱۸۶۵ میلادی در کلکته، با عنوان کتاب مقطعات ابن یمین من تصنیفات ابن یمین فریومدی، در انتشارات مظهر العجائب به چاپ رسید. رادول به سال ۱۹۳۳ میلادی گزیده دیگری را که مشتمل بر ۱۰۰ قطعه از ابن یمین بود، با ترجمه انگلیسی در لندن منتشر کرد. ترجمه دیگری از اشعار منتخب ابن یمین به زبان انگلیسی توسط شاعر آمریکایی رالف والدوامرسن در سال‌های ۱۸۴۷ تا ۱۸۶۷ میلادی منتشر کرد. در سال ۱۳۱۷ ه‍.ش نیز دیوان اشعار او توسط همو منتشر شد. در سال ۱۹۶۵ میلادی شرح احوال و آثار ابن یمین تحت عنوان شمه‌ای از یک سخنور ایرانی توسط علیرضا حکمت و تحت نظارت ا.س براگینسکی به زبان روسی ترجمه و منتشر شد.

## مذهب و مسلک
مذهب ابن یمین همچون بسیاری از مردمان سبزوار در روزگار سربداران، تشیع بود. به گزارش مجتبائی در دایرةالمعارف بزرگ اسلامی، نزدیک شدن او به دستگاه حکومتی از انگیزه‌های مذهبی خالی نبود. برخی از اشعار او در مدح و نعت علی بن ابی‌طالب و فرزندان او بوده است. او از نخستین شاعرانی توصیف شده است که در وصف نبرد کربلا و امامان شیعه، شعر سروده است. در مجمع الفصحاء ماجرایی از علت مدح نکردن علی بن موسی الرضا از او گزارش شده است که بر اساس آن، ابن‌یمین با اشاره به اینکه جبرئیل مدح کننده علی بن ابی‌طالب بوده است، او قادر به مدح پسرش، علی بن موسی الرضا نخواهد بود. الذریعه این ماجرا را چنین نقل می‌کند:
| ببنده ابن یمین گفت دوستی که تویی که شعر توست که بر آسمان رسیده سرش‌ |
| چرا مدیح سرای رضا همی نشوی که در جهان نبود کس به پاکی گهرش‌         |
| بگفتمش که نیارم ستود امامی را که جبرئیل أمین بوده مادح پدرش‌        |

وی را شاعری فاضل و قانع معرفی کرده‌اند زهد را پیشه کرده بود و عرفان مذاق و درویش مشرب بود. مدرس تبریزی او را از بزرگان عرفان و ارباب سیر و سلوک دانسته است. به عقیده راون، در اشعار ابن یمین عقاید مالتوزیانیسم و مانی کئیسم وجود دارد.

## سبک و هنر شعری
مضامین غزلیات او عاشقانه است ولی در آنها اشارات اخلاقی و عرفانی نیز وجود دارد. سخن او از تشبیهات و تعبیرات بدیع خالی نیست. وی مثنوی‌ای با نام «کارنامه» دارد که در سال ۷۴۱ ه‍.ق و یک سال پیش از مرگ خواجه علاءالدین وزیر سروده شده، در کارنامه شعری خود دارد. «کارنامه» ابن یمین، همچون «کارنامه بلخ» سنایی، وصف احوالات شاعر بوده است که مخاطبش باد می‌باشد.
در قرن هفتم و هشتم ه‍. ق، شعر انتقادی رواج فراوان یافت و علت آن، آشفتگی اوضاع زمان، استیلا مغولان و ظهور حکومت‌های غیر صالح در ایران بود. با بروز و رشد فسادهای اجتماعی، انتقادهای اجتماعی نیز رشد می‌کرد و شدت می‌یافت و چه بسا به صورت هزل نیز نمایان می‌شد. ابن یمین از جمله شعرایی است که شعر انتقادی بسیاری را سروده است. اشعار او غالباً در ابیاتی روان و بی‌تکلف، خوانندگان را به کار و کوشش و قناعت و استقلال ترغیب می‌کند. او در اشعارش به پرهیز از طمع و زیاده‌طلبی، صیانت نفس از ذلت و خواری دعوت می‌کند. قطعات ابن یمین با وجود کوتاه و در عین سادگی، به روشنی از اوضاع و احوال بی‌سامان جاری و معضلات اخلاقی، اجتماعی و سیاسی روزگارش گزارش می‌کند. گرچه در این قطعات نیز گه‌گاه مدایحی از شاهان و وزیران دیده می‌شود، اما در مواردی که تعدادشان کم نیست، سخن او با کنایه‌ها و طنزهای تند و شکایت‌های تلخ از نامردمی و دون طبعی و قدرناشناسی اینگونه اشخاص همراه است. در کلام ابن یمین از تکلف و تصنع خبری نیست و از لحاظ انسجام و سادگی و روانی، ممتاز بوده است. البته او در غزل، قصیده و رباعی به پای شاعران پیش از خودش و حتی برخی از معاصرینش نمی‌رسید. او گاهی خود را شاعری بلانظیر و هم تراز با عنصری و انوری و حتی برتر از آنان می‌شمرد که این جز پندار و بلندپروازی شاعرانه، نبوده است. مایه اصلی شعرها او، دیده‌ها و دریافت‌های شخصی او بوده است و از تجربه‌های خویش در دوران‌های پرتحول و اضطراب زندگانی‌اش در آن اشعار استفاده برده است. همین امر نیز سبب شده است تا اشعارش بر دل بنشیند و بر زبان‌ها جاری بوده باشد. مدرس تبریزی با متوسط دانستن قریه شعری ابن یمین، دلیل مورد توجه قرار گرفتن اشعارش را مضمون اشعارش می‌داند که مشتمل بر اخلاق، نصایح، شهامت، عزت نفس، علو همت، مفاسد چاپلوسی و مذمت رهین منت بودن ناکسان بوده است. در دانشنامه اسلام نیز اشعار او نچندان با کیفیت، با تکرار فراوان و همراه با سرقت‌های ادبی توصیف شده است.
در خصوص اثرپذیری وی از آثار و منابع دیگر، تحقیقی با عنوان «ابن یمین فریومدی و تأثیر قرآن و حدیث در دیوان او» منتشر شده است که به تحقیق در خصوص میزان استفاده قرآن و احادیث اسلامی از جانب ابن یمین در اشعارش پرداخته است. مؤذنی در این تحقیق گزارش می‌کند که میزان استفاده ابن یمین از آیات و احادیث قرآن، همچون سایر شاعران هم عصرش بوده است. ابن یمین با استفاده از احادیث و آیات، بیشتر در زمینه توصیف و نعت پیامبر اسلام و علی بن ابی‌طالب و سایر امامان شیعه و همین‌طور تشریح توحید خداوند پرداخته است. وی با اقتباس و تلمیح از آیه ۲۵۵ بقره که می‌گوید: «اللَّهُ لَا إِلٰهَ إِلَّا هُوَ الْحَیُّ الْقَیُّومُ ۚ لَا تَأْخُذُهُ سِنَةٌ وَلَا نَوْمٌ» چنین سروده است:
| آن حی لاینام که ذات وی از ازل |  | دارد فراغ تا ابد از نوم و از سبات |

صفا گزارش می‌کند که سخن او روان و منسجم و خالی از تکلف و علم‌فروشی و دنباله سبک خراسانی است. قطعه‌های ابن یمین به سبب اشتمال بر اندرز، طعن و طنز، رواج و شهرت بسیار یافت و بر زبان شعر دوستان جاری گشت و از این بابت میان شاعران معاصر خود منفرد شد. در قصیده‌سرایی و مثنوی‌پردازی توانا بود. از میان مثنوی‌های او، مثنوی «مجلس‌افروز» به بحر خفیف مخبون محذف، در تحقیق و عرفان، همچنین مثنوی بی‌نام دیگری هم در این موضوع به بحر هزج مسدس مقصور، مشهورتر است. کتاب ریحانه الادب نیز این فهرست کتاب‌ها را، به او نسبت داده است: انشا طغرل، به نام مجموعهٔ منشات؛ انوار المبارک، چشمه فائز، کلیات طغری، مجموعهٔ اشعار؛ مجموعه الغرائب؛ المرآت المفتوحه. در تحقیقی که بر روی ۱۵۰ قطعه شامل ۷۶۰ بیت از سروده‌های ابن یمین صورت گرفته است، قلمروی زیباشناختی آن مورد بررسی قرار گرفته است ک نتیجه آن شامل جدول ذیل است:
|       | تضاد  | تشبیه      | تشبیه       | تمثیل | ایهام | ایهام        | تلمیح | تلمیح | جناس  | جمع کل بیت‌ها |
|       | تضاد  | حسی به حسی | عقلی به حسی | تمثیل | تناسب | سایر ایهام‌ها | دینی  | ملی   | جناس  | جمع کل بیت‌ها |
| ----- | ----- | ---------- | ----------- | ----- | ----- | ------------ | ----- | ----- | ----- | ------------ |
| تعداد | ۱۸۰   | ۱۰۰        | ۱۰۴         | ۴۹    | ۲۳    | ۲۵           | ۲۴    | ۱۳    | ۸۵    | ۷۶۰          |
| بسامد | ۲۳٫۶٪ | ۲۶٫۸٪      | ۲۶٫۸٪       | ۶٫۴٪  | ۶٫۳٪  | ۶٫۳٪         | ۴٫۸٪  | ۴٫۸٪  | ۱۱٫۱٪ | ۷۶۰          |

## اثرگذاری و اهمیت
اهمیت و شهرت ابن یمین طغرایی، بیشتر به سبب قطعات معروف اوست که بر مضامین اخلاقی و اجتماعی سروده شده است. وجه امتیاز ابن یمین نسبت به سایر شعرا، شرایط ویژه جامعه او بوده است که طالب اشعار با مضامین اخلاقی بوده‌اند. در جامعه ایرانی پس از مغول که آسیب‌های اجتماعی بسیاری را تجربه کرده است، احتیاج به احیاء روحیه اخلاقی بود که ابن یمین در اشعارش به آنها پرداخته است. همین مورد سبب شده است تا اشعار او در میان مخاطبان و منتقدان اشعار، اهمیت و جایگاه ویژه‌ای داشته باشد. علامه شبلی نعمانی در خصوص اهمیت و جایگاه اشعار ابن یمین می‌نویسد: «ابن یمین اشعار اخلاقی را به قدری خوب بیان می‌کند که تا به امروز کسی به آن خوبی از عهده آن بر نیامده است و چون قال او از حالش حکایت می‌کند، لذا در خوانند اثری دارد که در کلام دیگران نیست.»
با وجود آنکه ابن یمین خود از شعر سعدی تأثیر بسزایی گرفته بود، حافظ نیز که او را آخرین غزلسرای سنتی می‌دانند، از اشعار ابن یمین بهره چندانی برده است که چندان مورد توجه حافظ پژوهان قرار نگرفته است. با دقت به دیوان حافظ و مقایسه آن با دیوان ابن یمین، از لحاظ واژه، ترکیب و مضمون همگانی کشف می‌شود که نشانه تاثیرپذیری حافظ از اشعار ابن یمین دارد. بنابر شواهدی، اشعار ابن یمین ده سال قبل از مرگش به نواحی فارس و شیراز نیز رسیده بود و حافظ از برخی از آثار او در دیوان خود بهره برده است. تاثیرپذیری حافظ از ابن یمین، شامل موارد ترکیب‌ها، مضمون‌ها و استقبال‌ها می‌باشد. همچنین از ابن یمین در مشاعره‌هایی با سلمان ساوجی، حافظ شیرازی، عبید زاکانی، اوحدی مراغه‌ای، رکن صاین، نزاری قهستانی و شرف‌الدین رامی یاد شده است که البته چیزی از آنها اکنون در دست نیست. تنها در حق حافظ نامی که گویا حافظ شیرازی است، شعری وجود دارد که در آن آمده است:
| چه غم از طعنه ایام تو را ابن یمین |  | که چو حافظ به جهان یار و نگاری داری |

#### گروه‌بندی دانش و نادانی
میتوان گفت اِبن یَمین نخستین کسی بود که افراد را از نظر دانش و میل به آموختن گروه‌بندی کرد. شعر زیر این گروه‌بندی را بخوبی نشان میدهد.
آن کس که بداند و بداند که بداند،
اسب خرد از گنبد گردون بجهاند
آن کس که بداند و نداند که بداند،
آگاه نمایید که بس خفته نماند
آن کس که نداند و بداند که نداند،
لنگان خرک خویش به منزل برساند
آن کس که نداند و نداند که نداند،
در جهل مرکب ابدالدهر بماند.
شعر بالا با دستکاری و افزودن ابیاتی در اینترنت بازنشر و به شعرای مختلف منسوب شده است.  جالب است که دونالد رامسفلد، وزیر دفاع پیش‌ترین آمریکا در کابینهٔ جرج بوش، بدون ذکر منبع به این گروه بندی اشاره کرد.

## منبع‌شناسی
برای دستیابی به شرح احوالات و آثار ابن یمین، می‌توان به آثاری چون مجمع الفصحاء، ریاض العارفین، آتشکده، بهارستان، مجمل فصیحی، مجالس المومنین قاضی نورالله، حبیب السیر، نذکرة الشعراء دولتشاه، روضات الجنات فی اوصاف مدینه هرات، تاریخ مفصل ایران و از سعدی تا جامی مراجعه کرد. علاوه بر آن در مقدمه دیوان ابن یمین به قلم سعید نفیسی نیز به شرح احوالات ابن یمین پرداخته شده است.
در زمینه بررسی قطعات ابن یمین، آثاری نگارش یافته است. پایان‌نامه‌ای با عنوان تحلیل تطبیقی ساختاری و محتوایی قطعه‌های انوری و ابن یمین اثری از لطفی کوشکی که در آن نویسنده در آن به بررسی سه حوزه معنایی، زبانی و ادبی قطعات این دو شاعر می‌پردازد از جمله این آثار است. در این تحقیق تنوع مضمون‌پردازی ابن یمین نسبت به انوری، بیشتر توصیف می‌شود و آرایه‌های به کار رفته در اشعار ابن یمین، آسان‌تر و طبیعی‌تر از انوری قلمداد می‌شود. رشید یاسمی در سال ۱۳۰۳ ه‍.ش کتابی سودمند با عنوان احوال ابن یمین در تهران منتشر کرد. این کتاب در ۱۴۸ صفحه به چاپ رسیده است. در خصوص تفاوت و تمایز اشعار دو شاعر ابن یمین فریومدی و ابن یمین شبرغانی که گویا در دیوان‌ها با هم در هم آمیخته شده است، مقاله‌ای با عنوان ابن یمین و ابن یمین شبرغانی منتشر شده است که مورد توجه پژوهشگران غربی نیز قرار گرفته است. کتاب ابن یمین اثر رادول دیگر اثری است که به مقایسه ابن یمین با عمر خیام پرداخته است. در این اثر به ارتباط ابن یمین با دربار و سربداران و اشعار اخلاقی او اشاره شده است. کتاب محاکمه قطعات ابن یمین و سعدی مع سوانح ابن یمین اثر علی شبیر، از آثار مقایسه‌ای در این ارتباط است که قطعات اخلاقی ابن یمین را با قطعات اخلاقی سعدی مقایسه کرده است و مقام شعری سعدی را از ابن یمین برتر دانسته شده است.